# CMX 600
El CMX 600 va ser el primer sistema d'edició de vídeo no lineal. Aquest sistema guanyador del premi Emmy va ser introduït el 1971 per CMX Systems, una empresa conjunta entre CBS i Memorex. CMX s'hi va referir com a "RAVE" (Random Acces Video Editor).
El 600 tenia una consola amb 2 monitors en blanc i negre integrats, així com un "light pen" utilitzat per controlar el sistema. El monitor adequat, que reproduïa el vídeo de previsualització, va ser utilitzat per l'editor per prendre decisions de retalls i editar, utilitzant el llapis lleuger per seleccionar opcions que es superposaven com a text al vídeo de vista prèvia. El monitor esquerre es va utilitzar per mostrar el vídeo editat.
Va gravar i reproduir vídeos de "skip-field" en blanc i negre en analògic en unitats de paquet de discs especialment modificades (subministrades per Memorex, i que s'utilitzaven habitualment per emmagatzemar dades digitalment en ordinadors centrals de l'època) que tenien la mida de rentadores. L'àudio es va gravar digitalment mitjançant PCM, i es va enregistrar inserint-se al "back-porch" dels polsos d'interval de supressió horitzontal del vídeo (una tècnica coneguda com "so en sincronització"). Aquest àudio era una mica pobre, a causa d'una gran quantitat de "jitter" (és la desviació de la periodicitat real d'un senyal presumptament periòdic. La fluctuació és un factor important, i normalment no desitjat, en el disseny de gairebé tots els enllaços de comunicacions.que es va produir pel senyal que es reproduïa des dels paquets de disc.) El vídeo també tenia una qualitat menys que estel·lar, ja que es va gravar en mode de salt de camp (que es va fer per allargar el temps d'enregistrament als paquets de disc). Però tot això no importava, ja que l'objectiu principal del 600 era únicament per a l'edició fora de línia, per tal de crear una llista de decisions d'edició (EDL) per a una posterior edició en línia.
El 600 es va emparellar amb el CMX-200, que va agafar la informació EDL del 600 i la va utilitzar per controlar diverses gravadores de vídeo (VTR) per muntar automàticament el programa de vídeo en l'etapa d'edició en línia. El 200 va utilitzar un terminal ASR Teletype Model 33 per introduir informació EDL.
La consola d'edició es va connectar a dos bastidors d'equips de suport (que normalment estaven ubicats de forma remota en una altra habitació de la consola). El primer bastidor contenia l'electrònica de la interfície per al sistema, l'equip de monitorització i un miniordinador digital PDP-11 amb 32 kilobytes de RAM, que controlava el sistema. El segon bastidor contenia tota l'electrònica d'àudio i vídeo, i el "Skip-Field Recorder", que agafava vídeo i àudio per editar-los des d'un VTR, i després els gravava en una o diverses unitats de paquets de disc connectades al 600. El CMX 600 podria suportar fins a sis unitats de paquets de disc, amb un temps total de gravació de 27 minuts. Cada paquet de discs podria gravar fins a 5,4 minuts de vídeo NTSC o 4,5 minuts de vídeo PAL.
El CMX 600 era un sistema força avançat a la tecnologia de l'època, i era bastant car, va costar uns 250.000 dòlars en la seva introducció. Es van fabricar uns 6 sistemes i es van utilitzar per editar diversos programes de televisió i anuncis.